# Рошкань (комуна)
Рошкань, Рошкані (рум. Roșcani) — комуна у повіті Ясси в Румунії. До складу комуни входять такі села (дані про населення за 2002 рік):
- Редень (740 осіб)
- Рошкань (798 осіб)

Комуна розташована на відстані 350 км на північ від Бухареста, 36 км на північний захід від Ясс.

## Населення
У 2009 року у комуні проживали 1688 осіб.